# Marcelle Monod
Pour les articles homonymes, voir Monod.
Marcelle Monod, née le 24 septembre 1892 à Arcachon (Gironde) et morte le 14 août 1953 à Paris, est diplômée infirmière de la Maison de santé protestante de Bordeaux et directrice du Comité américain pour les régions dévastées puis de la maison de santé protestante de Nîmes.

## Biographie
Marcelle Monod est la fille du pasteur de l’Église réformée Paul Monod et d’Hélène Courtain. Elle arrive à 19 ans à l’école de la Maison de santé protestante de Bordeaux (MSP), venant de Lille. Elle est titulaire d’un certificat d’études secondaires et d’un brevet élémentaire. Elle a une bonne connaissance de l’anglais et joue du violon.
Elle étudie à la MSP du 27 juin 1912 au 7 juin 1914, où elle est la condisciple d’Eva Durrleman et de Thérèse Matter. Pendant la guerre, elle est affectée à divers hôpitaux militaires jusqu’en 1918. Après 1919, elle est avec Élisabeth Rouffiac une des seize infirmières visiteuses françaises engagées par le Comité américain pour les régions dévastées (Card) fondé par Anne Morgan, qui prolonge son action dans l’Aisne. 

## Carrière
Elle fait un séjour pour compléter ses études aux États-Unis, financé par une bourse du Card (Comité américain pour les régions dévastées). À son retour des États-Unis, elle est à la tête d’un service de vingt-cinq infirmières visiteuses. Elle dispose comme chaque infirmière visiteuse d’une camionnette Ford. Elle a en responsabilité un certain nombre de villages de l’Aisne, où elle s’occupe aussi bien des femmes enceintes que des enfants et des vieillards. Elle est remarquée pour sa compétence.
Quand le Card envisage de créer un hôpital-école en France, c’est sur elle que se porte son choix pour en assurer la direction, mais le projet ne se réalise pas.
Après 1923, elle prend la direction du Centre social de la rue Clavel dans le dix-neuvième arrondissement de Paris. Elle est membre du Conseil de perfectionnement des écoles d’infirmières. 

### École évangélique de Nîmes
De 1936 à 1947, elle dirige la maison de santé protestante de Nîmes. Pendant la Seconde Guerre mondiale, elle y recueille deux élèves infirmières juives, Denise et Hélène Weill, qu’elle cache sous une fausse identité.

## Décoration
- Médaille de la Résistance française (décret du 15 octobre 1945)

### Archives
- Archives de la Maison de santé protestante de Bordeaux
- Archives de la Maison de santé évangélique de Nîmes.
- Archives de la fondation Rockefeller, New York (USA).
- Musée national de la coopération franco-américaine, Blérancourt (Aisne): archives du Comité américain des régions dévastées (1917-1923).
- Archives de l’Association d’hygiène sociale de l’Aisne, 1923-1952, Soissons.
- Archives de l'Association Anne Morgan, 1952-2017, Anne Morgan, Soissons (Aisne).